# 第57師団 (日本軍)
第57師団（だいごじゅうななしだん）は、1940年から1945年まであった大日本帝国陸軍の師団の一つである。東北地方北部の弘前師管で編成された。兵団文字符は奥。1941年に満洲、1945年に九州に配置され、第二次世界大戦が終わってから廃止された。

## 沿革
もと、東北地方北部の第8師管は第8師団が管轄しており、第8師団が外地にある間は留守師団を臨時に編成して管区業務を引き継がせていた。しかし、1940年（昭和15年）に第8師団が満洲に永久駐屯することになったため、留守第8師団から新たに常設の第57師団を編成し、地名を冠する弘前師管を管轄させた。師団ははじめ天皇の直属隷下にあったが、12月に北部軍が編成されると、その隷下に編入された。
1941年（昭和16年）に第57師団は関東軍特種演習（関特演）参加のため満洲へ派遣され、そのまま満洲にとどまった。弘前では留守第57師団が臨時編成され、管区業務を引き継いだ。第57師団は当初第3軍に、その後は第4軍に編入された。黒河省神武屯に駐屯し、黒竜江沿岸一帯の国境陣地警備と対ソ戦の訓練に従事した。
第二次世界大戦末期の1945年（昭和20年）に本土決戦に備え九州に移動した。第16方面軍戦闘序列に編入され、連合国軍の九州上陸に備えた。8月15日に日本が降伏した後、10月5日に復員し、一度も戦闘を経験することなく解散した。

## 人事

### 歴代師団長
- 伊藤知剛 中将：1940年（昭和15年）8月1日 - 1941年（昭和16年）10月15日
- 楠本実隆 中将：1941年（昭和16年）10月15日 - 1943年（昭和18年）3月11日
- 上村幹男 中将：1943年（昭和18年）3月11日 - 1945年（昭和20年）3月23日
- 矢野政雄 中将：1945年（昭和20年）3月23日 - 終戦

### 参謀長
- 新藤多喜男 中佐：1941年（昭和16年）7月22日[4] - 1942年8月1日
- 山田英男 大佐：1942年（昭和17年）8月1日[5] - 1943年8月2日
- 斎藤浩三 大佐：1943年（昭和18年）8月2日 - 1945年7月26日[6]
- 松尾義人 中佐：1945年（昭和20年）7月26日 - 終戦[7]

## 部隊の編制

### 満洲派遣時の編制
留守第57師団司令部が1941年8月に作成した「部隊の通称号並留守業務担任区分の件」による。奥第72xx部隊は、部隊の通称号。
- 第57師団 - 奥第7220部隊
- 第57師団司令部 - 奥第7225部隊
  - 第57歩兵団 - 奥第7226部隊
    - 第57歩兵団司令部 - 奥第7210部隊
    - 歩兵第52連隊 - 奥第7202部隊
    - 歩兵第117連隊 - 奥第7217部隊
    - 歩兵第132連隊 - 奥第7232部隊

  - 捜索第57連隊 - 奥第7215部隊
  - 第57砲兵団 - 奥第7228部隊
    - 第57砲兵司令部 - 奥第7220部隊
    - 野砲兵第57連隊 - 奥第7221部隊

  - 工兵第57連隊 - 奥第7227部隊
  - 第57師団通信隊 - 奥第7230部隊
  - 輜重兵第57連隊 - 奥第7235部隊
  - 第57師団兵器勤務隊 - 奥第7240部隊
  - 第57師団衛生隊 - 奥第7241部隊
  - 第57師団第1野戦病院 - 奥第7243部隊
  - 第57師団第2野戦病院 - 奥第7244部隊
  - 第57師団第3野戦病院 - 奥第7245部隊
  - 第57師団第4野戦病院 - 奥第7246部隊
  - 第57師団病馬廠 - 奥第7249部隊

### 最終所属部隊
- 歩兵第52連隊（弘前）：河原林克巳大佐
- 歩兵第117連隊（秋田）：田中全大佐
- 歩兵第132連隊（秋田）：小林俊一大佐
- 野砲兵第57連隊：高瀬正二大佐
- 工兵第57連隊：矢野謙治少佐
- 輜重兵第57連隊：武居卯一大佐
- 第57師団通信隊：坂爪力大尉
- 第57師団兵器勤務隊
- 第57師団第2野戦病院
- 第57師団病馬廠